# Загальний еквівалент
Зага́льний еквівале́нт (рос. всеобщий эквивалент) — товар, який уособлює вартісні якості всіх інших товарів, на який вони обмінюються. У процесі обміну товари відіграють різну роль. Один буває у відносній, другий — в еквівалентній формі вартості. З товарного світу стійко виділився товар, який постійно має великий попит. 
У результаті безпосередній обмін товару на товар був витіснений товарним обігом, за якого торгова операція здійснюється за допомогою посередника — З.е. У його споживній вартості всі інші товари виражають свою вартість. У ролі З.е. виступали благородні метали і коштовності (найбільше золото), які з часом перевтілились у гроші.